# Histoire de l'œil
Histoire de l'œil est un roman court de Georges Bataille, édité clandestinement pour la première fois en 1928, sous le pseudonyme de Lord Auch, qui décrit les expériences sexuelles de deux adolescents et leur perversité croissante.

## Versions
- Histoire de l'œil par Lord Auch, 1928, illustrée de huit lithographies anonymes (André Masson), sans nom d'éditeur (René Bonnel), sur des maquettes de Pascal Pia, tirée à 134 exemplaires, diffusés clandestinement. Il s'agit de la version originale, qui fut saisie peu après sa parution.
- Histoire de l'œil, nouvelle version, par Lord Auch, dite de « Séville 1940 », juillet 1947, illustrée par six gravures à l'eau-forte et au burin par Hans Bellmer, sans nom d'éditeur (K. éditeur, c'est-à-dire Alain Gheerbrant), ni d'illustrateur, tirée à 199 exemplaires[1]. Sur ordre du ministre de l'Intérieur, la moitié des exemplaires furent saisis chez l'imprimeur et détruits.
- Une troisième édition, datée de 1941 et dite de « Burgos » (lieu d'édition présumé), sans mention de nom d'éditeur (Jean-Jacques Pauvert), paraît en 1951, toujours sous le pseudonyme de Lord Auch, sans illustrations et tirée à 500 exemplaires, non destinés au commerce et réservés à des souscripteurs. Cette édition reprend le texte de la « nouvelle version » de 1947. Un jugement du tribunal correctionnel de la Seine en date du 8 mai 1951 condamnera ce livre[2].

C'est seulement après la mort de Bataille, en 1967, que ce récit est publié, avec un « Plan d'une suite de l'Histoire de l'œil », sous le nom de son véritable auteur, sans que Bataille ait lui-même officiellement reconnu la paternité de ce livre. Cette édition est publiée par Jean-Jacques Pauvert, dans une maquette en forme d'étui rose, frappé d'une vignette représentant un œil, conçue par Pierre Faucheux, qui réalise la même année, également pour Pauvert, une maquette similaire, semblable à un cercueil noir, pour Le Mort.
La plupart des éditions courantes reprennent le texte de la seconde version (1947), à l'exception du tome I des Œuvres complètes de Georges Bataille (Gallimard, 1970), de l'édition en fac-similé présentée par Marie-Magdeleine Lessana (Pauvert, 2001) et de l'édition des Romans et récits dans la Bibliothèque de la Pléiade (Gallimard, 2004), qui offrent en regard les deux versions du texte. Ces détails éditoriaux ont leur importance car il y a un écart considérable entre la première version (1928) et la « nouvelle version » (1947), tant au niveau du texte que de la facture très différente des illustrations de Masson et Bellmer. L'édition de la Pléiade donne les deux versions avec leurs illustrations ; mais celle présentée par Marie-Magdeleine Lessana offre une reproduction à l'identique de ce que furent les éditions originales.
En fait, la seconde version a été entièrement réécrite par Bataille lui-même, mais aussi par son éditeur, Alain Gheerbrant, qui présenta Bataille à Bellmer en mai 1946 et, dit de son travail avec Bataille : « Sa méticulosité, mêlée d’une constante inquiétude, lui faisait suivre avec une attention sans faille les successives étapes de l’élaboration d’un livre. Et pour la réussite de l’œuvre en cours, un constant souci d’honnêteté professionnelle le conduisait à savoir faire taire en lui, lorsqu’il le jugeait nécessaire, les susceptibilités d’auteur, si fondées qu’elles puissent être […]. Alors que nous préparions le manuscrit de l’Histoire de l’œil pour l’impression, à partir de la première édition, je m’étais cru permis, de mon propre chef, de corriger son texte. Il eût été légitime qu’il s’en formalisât. Il se contenta d’examiner attentivement mes corrections, et de retenir celles qui lui semblaient pertinentes : c’est du reste ce qui explique les variantes que l’on peut constater entre le texte des deux éditions, pour celle de 1944-1945, il convient plutôt de parler de nouvelle rédaction. » Dans cette nouvelle version, commente Vincent Teixeira, « le texte a été réécrit dans le sens d’un certain adoucissement de la violence érotique. Dans son ensemble, il apparaît plus court et plus froid. Tout en perdant de sa provocation et de sa luxuriance crue, la nouvelle version gagne peut-être en concision et légèreté de style ; cependant, l’écriture de Bataille, attachée avant tout à l’intensité du texte, ne va jamais sans une certaine lourdeur, revendiquée, comme le dira l’Avant-propos du Bleu du ciel : “J’ai voulu m’exprimer lourdement.” »
Bataille est donc mort sans avoir déclaré être l'auteur de Histoire de l'œil, comme de bien d'autres récits dits « érotiques », même si tous ses proches connaissaient ce secret et ne l’ont jamais, ou presque, trahi. L’ensemble des récits se présente ainsi : un tiers parut sous pseudonymes, sans que jamais le voile ne soit levé (Histoire de l'œil, Madame Edwarda, Le Petit), un tiers parut du vivant de Bataille sous son nom (L'Impossible, Le Bleu du ciel, L'Abbé C.) et un autre tiers ne parut qu’après sa mort (Le Mort, Ma Mère), textes posthumes qui devaient vraisemblablement être publiés sous pseudonyme. « Car, commente Michel Surya, Bataille mourut en 1962, une partie de son œuvre cachée sous lui […], comme une folie inavouable, une folie du nom (du père, de Dieu). Le Dionysos au corps morcelé serait par le même coup devenu un Dionysos au nom morcelé : un monde où Dieu n’est plus est un monde ouvert à toutes les possibilités de la pseudonymie. » Pour Bataille, le pseudonyme est bien sûr, comme pour beaucoup, une manière de contourner la censure, mais aussi d'être « hors de soi », d'échapper au moi et à la généalogie familiale : « J'écris pour oublier mon nom », confesse-t-il.
Bataille raconta cependant l'origine du pseudonyme Lord Auch dans Le Petit, publié en 1943 sous le pseudonyme de Louis Trente : il signifie « Dieu se soulageant », Lord désignant Dieu dans l’anglais des Écritures saintes et Auch étant une abréviation triviale pour « aux chiottes ». Bataille écrit aussi dans le même texte : « À la place de Dieu… il n’y a que l’impossible, et non Dieu. » Parodie scatologique de Dieu et de toute eschatologie, Lord Auch fait aussi écho à ce premier livre détruit, W.-C., écrit en 1925 ou 1926 sous le pseudonyme de Troppmann : « J’avais écrit, un an avant l’Histoire de l’œil, un livre intitulé W.-C. : un petit livre, assez littérature de fou. W.-C. était lugubre autant qu’Histoire de l’œil est juvénile. [...] c’était un cri d’horreur (horreur de moi, non de ma débauche, mais de la tête de philosophe où depuis... Comme c’est triste !). »
Histoire de l'œil a été également illustrée par d'autres artistes :
- le peintre italien Gastone Novelli (it) (1925-1968), qui rencontra Bataille et Masson à Paris (en 1961), et réalisa en 1962 plusieurs dessins inspirés par ce récit, lesquels ont été publiés dans le catalogue d'une exposition à Milan, consacrée à trois séries de dessins de Novelli inspirés par des textes littéraires : Histoire de l'œil, Il Viaggio in Grecia, Hilariotragoedia (Baldini&Castoldi Editore, 1999)[8] ;
- le peintre et dessinateur japonais Kuniyoshi Kaneko (1936-2015), également illustrateur de Madame Edwarda, dans une édition japonaise du récit de Bataille (traduit par Kosaku Ikuta), publiée en 1976 (une nouvelle édition, en 1997, est complétée par de nouveaux dessins)[9] ;
- le dessinateur italien Guido Crepax (1933-2003), dans l'édition italienne intitulée Storia dell'occhio (ES, 2011) ;
- le peintre Gilles de Staal (né en 1948), illustrateur du Mort (Éditions Blanche, 1998) ; mais ces dessins, qui datent de 2006, demeurent inédits[10].

## Présentation et analyse
Même s’il est publié clandestinement et sous pseudonyme, outre qu’il est le premier, ce livre est un des plus importants de Bataille. Livre œuf, en quelque sorte, d’où procède toute l’œuvre à venir. Court roman sans romanesque, sans psychologie ni pittoresque, dont les décors tout juste esquissés échappent au réalisme des descriptions et dont l’action court de tableau en tableau selon l’envoûtement d’associations personnelles, Histoire de l’œil est un récit dont la provocation et l’incongruité répondent à ce que Bataille appellera « la nécessité d’éblouir et d’aveugler ».
Livre voué à l’Enfer des bibliothèques, le manuscrit a été rédigé au dos de 170 fiches de lecteur de la Bibliothèque Nationale, où Bataille était conservateur, et alors qu'il entreprenait une cure psychanalytique avec le docteur Adrien Borel. Analyse « peu orthodoxe », selon les dires de Bataille, mais qui lui permit de sortir de sa réserve, de son malaise, d'un état qu'il qualifiera plus tard lui-même de maladif. Michel Leiris fait ce commentaire : « Il ne faut pas oublier qu’il s’est décidé à publier son premier livre, l’Histoire de l’œil, seulement après être passé chez Borel, mais que la rédaction de cet ouvrage était bien antérieure. Borel l’a dégagé, décloisonné ». Bataille écrira toujours comme contraint, par quelque pression mentale : « Ce qui m'oblige d'écrire, j'imagine, est la crainte de devenir fou. »
Le texte raconte les aventures érotiques de deux jeunes gens, le narrateur et Simone, une jeune fille « si brusquement avide de tout ce qui bouleverse que le plus imperceptible appel des sens donne d’un seul coup à son visage un caractère qui suggère directement tout ce qui est lié à la sexualité profonde, par exemple sang, étouffement, terreur subite, crime, tout ce qui détruit indéfiniment la béatitude et l’honnêteté humaines. » Il apparaît dès le début que c’est elle qui mène le bal orgiaque. Histoire de l’œil, comme les autres fictions de Bataille, est narrée à la première personne par un personnage masculin, bouleversé par la rencontre d’une femme. De fait, il confie dès la première phrase du livre : « J'ai été élevé très seul et aussi loin que je me rappelle, j'étais angoissé par tout ce qui est sexuel. »
Dès lors commence ce que Bataille nomme une « promenade à travers l'impossible », un voyage au bout du possible, « au bout de la nuit », dont les héros expérimentent les transes : « aller au bout » et « être à bout » seront des expressions récurrentes dans Le Bleu du ciel. Simone et son ami associent à leurs jeux un troisième personnage, Marcelle, pieuse et vierge, qui, devenue folle lors d’une orgie, est internée dans une clinique, d’où les deux jeunes gens, obsédés par sa beauté, la font sortir avant qu’elle ne se pende peu après. La suite de leurs débauches les conduit en Espagne, en compagnie d'un riche Anglais, Sir Edmond, d'abord dans les arènes de Madrid, puis « sous le soleil de Séville », un soleil à la fois mental et cosmique, noir et aveuglant, qui obsède Bataille et qu'il décrit, à peu près à la même période que ce récit, autour de 1927 dans les textes de L’Œil pinéal (textes posthumes) et de L’Anus solaire (publié en 1931), dans lequel il écrit par exemple : « quand je m'écrie : JE SUIS LE SOLEIL, il en résulte une érection intégrale, car le verbe être est le véhicule de la frénésie amoureuse », mais « les yeux humains ne supportent ni le soleil, ni le coït, ni le cadavre, ni l'obscurité, mais avec des réactions différentes. »  C'est aussi un soleil brûlant et dionysiaque, qui fait écho à la fascination que Bataille éprouva pour l'Espagne, où il séjourna en 1922, en particulier pour le flamenco et la tauromachie. Le chapitre intitulé « L'Œil de Granero » rapporte d'ailleurs l'accident mortel survenu lors d'une corrida à Madrid, le 7 mai 1922, à laquelle Bataille assista, et où le matador Manuel Granero fut mutilé par le taureau qui lui arracha l'œil droit. Dans le récit, pendant cet épisode tragique, Simone, qui adore jouer avec des œufs, introduit dans son vagin un testicule de taureau.
Les protagonistes achèvent leur parade sauvage dans l'église de l'hôpital Santa Caridad de Séville, sous le « regard » de deux vanités de Juan de Valdés Leal (1622-1690) représentant des cadavres en décomposition, intitulées Hiéroglyphes des fins dernières de l’homme – In ictu oculi (Dans le coin de l’œil) et Finis gloriæ mundi (Fins de la gloire du monde). Là, ils martyrisent un jeune prêtre, qu’ils contraignent à profaner les objets du culte avec son urine et son sperme et qu’ils étranglent avant de lui arracher un œil que Simone introduit dans son sexe ; à ce moment-là, le narrateur croit voir l’œil bleu de Marcelle pleurer dans la vulve de Simone. Ce chapitre intitulé « La Confession de Simone et la messe de Sir Edmond », suivi des « Pattes de mouche », apparaît comme le plus transgressif vis-à-vis de la religion, l'église devenant symboliquement celle de la mort de Dieu, du vide du ciel, Bataille combinant mise en scène parodique, eucharistie blasphématrice et fureur meurtrière. Mais la scène finale est aussi le climax de la rage (mot qui revient souvent dans les écrits de Bataille et qui résume selon lui « la contagion secrète » qu'inspirent les romans) qui anime les deux jeunes gens, une rage extatique mêlant horreur et joie, plaisir et angoisse. Détraqués par tant de voluptés et de violence, ils sont semblables à « des bêtes humaines », et Simone apparaît finalement comme une véritable « sainte de l'abîme », à la recherche d'extases et d'ivresse sacrée. Elle est la première incarnation de cette sainteté du mal qui traverse l'œuvre de Bataille, à travers laquelle se mêlent, en des effrois voluptueux, érotisme, violence et sacré.
Le texte tout entier, dans son excès, et au-delà de l'horreur, est animé par un profond sentiment de joie, « une joie immodérée », « une attente obstinée de la joie totale ». Michel Leiris fut le premier à relever l’aspect burlesque et incongru, à la Pieds Nickelés, du récit, en particulier vers la fin, où les détails drolatiques abondent. Selon lui, ce récit, « manière de rêve éveillé », qui mêle comme les fictions de Sade genre noir et genre érotique, est un « festival du dérèglement et de l'insulte aux idoles, où l'attentat contre l'œil - organe éminemment solaire - culmine comme l'attentat majeur et [...] tourne à la mascarade d'opéra bouffe. » Bataille, qui se place « au-delà du sérieux » et dont le rire fut l’une des grandes « préoccupations », l’écrivit lui-même : « Je reste content [...] de la joie fulminante de l’Œil : rien ne peut l’effacer. À jamais pareille joie, que limite une extravagance naïve, demeure au-delà de l’angoisse. L’angoisse en montre le sens. »
La « Première partie. Récit » de ce « récit en partie imaginaire » est suivie d'une « Deuxième partie. Coïncidences » (renommée « Réminiscences » dans la seconde version), qui apparaît davantage comme une postface, dans laquelle l’auteur présumé du texte livre quelques confidences sur l’origine autobiographique de certaines images obsessionnelles venues de l'enfance, dont le récit serait une transposition dans l'imaginaire, notamment en ce qui concerne son père, aveugle, paralysé et devenu fou, images traumatisantes de son enfance qu'il évoque aussi dans Le Petit (1943). Mais la force de ce texte va au-delà de ces éléments autobiographiques, même si l'analyse permit à Bataille de dépasser son malaise, et « c’est la clé, commente Michel Surya, autant d’Histoire de l’œil que de tout récit possible : ceux-ci s’élaboreront dans les plus proches parages de l’existence. De cette existence, ils disent quel est l’occulte commandement ; en même temps qu’ils opèrent un savant travail de décentrement et de métamorphose. » Car ses excès et sa fulgurance rares visent à montrer et voir l'irregardable, comme Bataille l'écrira lui-même dans sa préface à Madame Edwarda (1956) : « Que signifie la vérité, en dehors de la représentation de l’excès, si nous ne voyons ce qui excède la possibilité de voir, ce qu’il est intolérable de voir ». Le regard, au-delà de son organe, l'œil, auquel il consacre un article dans la revue Documents (numéro 3 de juin 1929), est donc pour Bataille profondément lié à l'érotisme, en même temps qu'il est un moyen de connaissance : il a une fonction érotique et le sexe est lui-même regard, ce qui préfigure l'effigie d' Acéphale, dessinée par André Masson, qui incarne « la joie devant la mort » et porte sa tête, donc son regard, à la place de son sexe, pour voir l'inavouable. Bataille restera toujours mû par « la nécessité de sortir d'une façon ou de l'autre des limites de notre expérience humaine », contre toutes les formes de subordination et « le caractère émasculé du regard asservi de l'homme ». Ainsi, ce texte fait apparaître à travers sa violence et sa crudité les grandes notions qui gouverneront toute l'œuvre à venir de Bataille : « l'érotisme », « l'expérience », « la dépense », « la perte », « l'excès », « l'extase », « l'impossible », « la transgression », « le rire », « l'inconnu », « l'ouverture », « la souveraineté ». Les idées se trouvent ainsi incarnées par un langage érotique, qui leur donne un corps. De ce point de vue, Henri Ronse peut écrire : « L' Histoire de l'œil - discours tenu par Dieu lui-même - devient ainsi le lien d'inversion de la théorie en fiction et de la fiction en théorie. »
Ce récit a fait l'objet de nombreux commentaires et exégèses, à commencer par celui de Roland Barthes, qui analyse ce texte comme « l'histoire d'un objet », à travers « ses avatars », les métaphores et métamorphoses de l'œil, l'œuf, le lait, l'urine, le sperme, le sang, les couilles de taureau, produisant « une sorte de contagion générale des qualités et des actes », échangeant « sans fin leurs sens et leurs usages ». S'inscrivant dans le sillage de Barthes, en poursuivant, autrement, ces échanges métonymiques à l'œuvre dans le texte, Patrick Ffrench fait de ce récit l'« histoire d'un signifiant », en révélant des associations et références à la fois sémiologiques, psychanalytiques et historiques. C'est ainsi qu'il met à jour certaines « traces de l'Histoire » dans le texte, mêlant violence, excès sexuel et sacré, en particulier autour des images de « l'armoire normande » (dans laquelle Marcelle s'enferme) et du « spectre de la guillotine », qui resurgit lugubrement tout à la fin du récit : « je me levai et, en écartant les cuisses de Simone qui s'était couchée sur le côté, je me trouvai en face de ce que, je me le figure ainsi, j’attendais depuis toujours de la même façon qu’une guillotine attend un cou à trancher. Il me semblait même que mes yeux me sortaient de la tête comme s'ils étaient érectiles à force d'horreur ; je vis exactement, dans le vagin velu de Simone, l'œil bleu pâle de Marcelle qui me regardait en pleurant des larmes d'urine. » Selon lui, « tout est donc parodie, travestissement » dans ce texte, qui combine « trois registres - politique (révolutionnaire), anthropologique (sacrificiel) et sexuel (castration) », auquel on pourrait ajouter le registre mythologique ou cosmique (solaire).
De son côté, Chakè Matossian, au-delà de ces coïncidences, a évoqué le vertige qui lie la vie à la mort : « l’œil n’est pas comme un œuf, il est un œuf, c’est par lui que naît la violence animale qui va de la vie à la mort, de la vue au regard médusé, du désir à l’extrême limite de la jouissance. » Et dans son parcours à travers tout le récit, l'œil est lié à la fois à la vie et à la mort, à des « expériences limite » dont l'excès réside dans une coïncidence des contraires, de l'extrême volupté et de l'horreur de la mort. Au-delà du seul signifiant, de l'aspect littéraire ou symbolique, selon Vincent Teixeira, ce texte n'est pas simplement de l'ordre de la métaphore, mais offre d'abord un déchaînement de tous les sens, une fête dans laquelle « certes, l’œil, éponyme, préside à cette histoire, mais au-delà de ses métaphores et métamorphoses, ce texte éminemment sensualiste, voire sensationnaliste et ludique, opère une grande et sauvage mêlée des sens avec tout, tout ce qu’ils perçoivent et incorporent – et peu de textes auront dit une telle hyperesthésie, une excitation et une exaltation aussi furieuses de tous les sens à la fois, sans sublimation, sans hypostases, sans au-delà. Cette histoire de désirs et de phantasmes violents regorge en effet d’images, à la fois vagues et précises, insistantes, souvent paroxystiques, parfois oxymoriques, de notations, à la fois cliniques et folles, liées aux sens, tous éveillés, en alerte, comme aiguisés, énervés, ensauvagés, à la fois enivrés et atterrés, à la fête : la vue bien sûr, mais tout autant le toucher, l’ouïe, l’odorat, le goût. » Un déchaînement des sens à la fois humain et animal, auquel se mêlent des « animaux obscènes » (chien, loup, coq, porc, rat, taureau, mouches) et les éléments en furie (l'orage, la foudre), « dans une sorte d’orage de joie », et un immense vertige que le texte communique au lecteur. Dans un essai intitulé Histoires de l'œil, Tomasz Swoboda replace le récit fondateur de Bataille, sa rage de voir et sa quête de l'impossible, dans une lecture plus vaste, celle d'une histoire de l'œil et du regard, qui pourrait être celle même de l'histoire occidentale de la pensée, par-delà la peur de toutes les représentations. Ainsi, l'œil de Bataille inspirerait un commandement à voir, à partir duquel Swoboda décline tout un panorama de regards, entre « le système et l'excès », selon lesquels, comme le dit un des héros de Pierre Klossowski, « mieux vaut regarder tout ce qui est défendu que de ne rien regarder en pensant qu'il est indifférent de voir ou de ne voir point ».

## Adaptations
- Une première adaptation cinématographique, confidentielle, du récit fut réalisée par un couple de sexologues américains, les Kunhausen, et juste avant sa mort, le 7 juillet 1962, Georges Bataille, alias Lord Auch, fut convié par son ami Jacques Pimpaneau à son visionnage[45].
- 1974 : Simona, film italo-belge réalisé par Patrick Longchamps, d'après Histoire de l'œil de Georges Bataille.
- 2004 : George Bataille's Story of the Eye, écrit et réalisé par Andrew Repasky McElhinney, librement inspiré par Histoire de l'œil de Bataille (film brièvement saisi aux douanes canadiennes en avril 2005, puis admis au pays)[46]. Le livre lui-même fut brièvement saisi aux douanes canadiennes pour obscénité, lorsqu'il est commandé par la librairie torontoise Glad Day entre 1985 et 1991[47].
- 2013 : A História do Olho, court-métrage brésilien de Ivan Cardoso.